# Junge Frau bei der Toilette (Bellini)

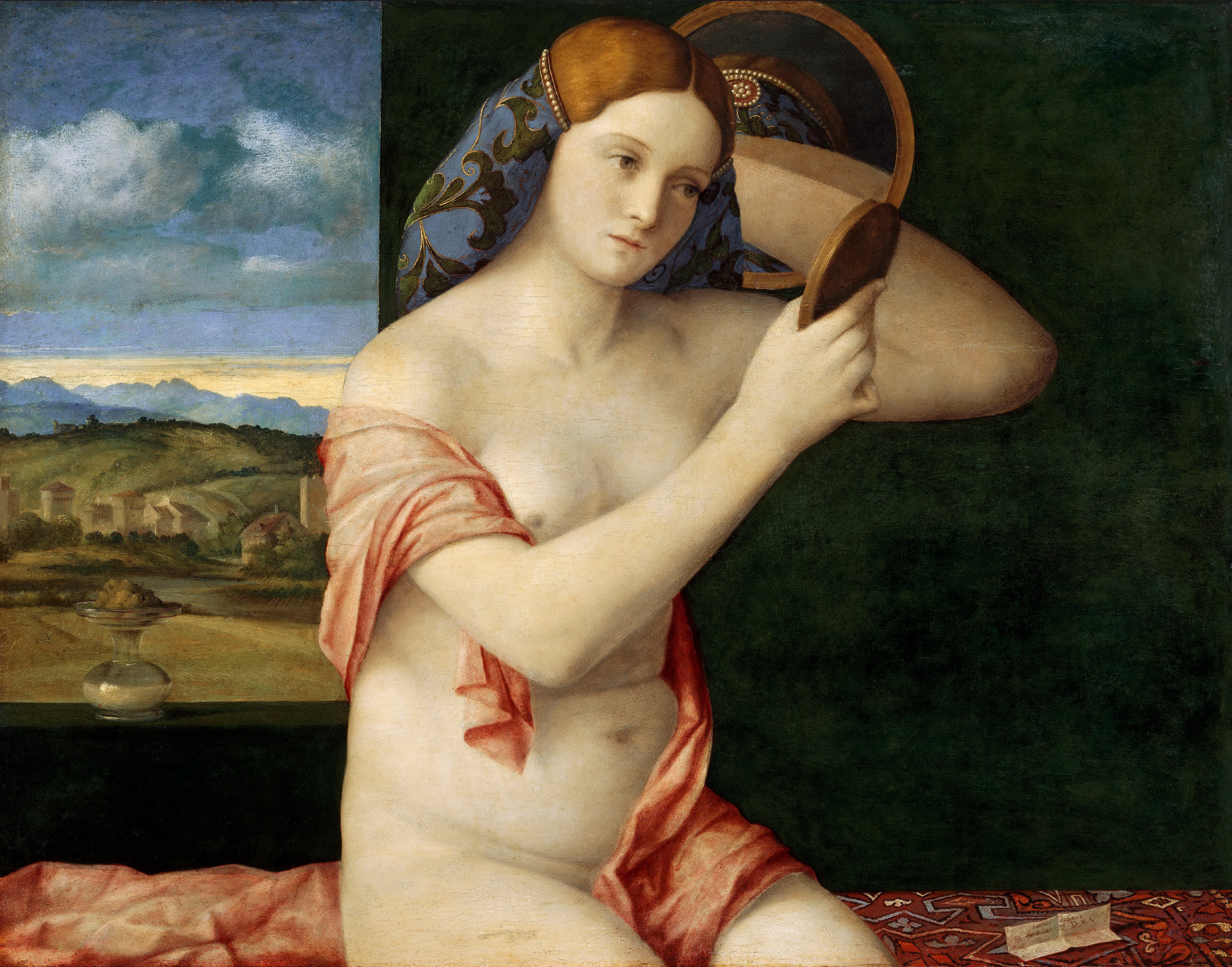
Junge Frau bei der Toilette (Giovanni Bellini)

Junge Frau bei der Toilette ist ein Gemälde des italienischen Malers Giovanni Bellini, das auf 1515 datiert wird. Er malte es ein Jahr vor seinem Tod im Alter von etwa achtzig Jahren. Bellinis Gemälde gilt unter den idealisierten Frauenporträts – der Schönheit der venezianischen Kunst – als die reinste Verkörperung idealer Nacktheit. Otto Pächt nannte das Bild eine „Apotheose des Sehens“.
Das Gemälde befindet sich im Besitz der Gemäldegalerie des Kunsthistorischen Museums Wien. Die Bildmaße betragen 62,9 cm × 78,3 cm und die Rahmenmaße 75,2 cm × 92 cm × 4,5 cm. Eine auf Joannes bellinus faciebat M.D.X.V. lautende Signatur befindet sich rechts unten auf einem Zettel.

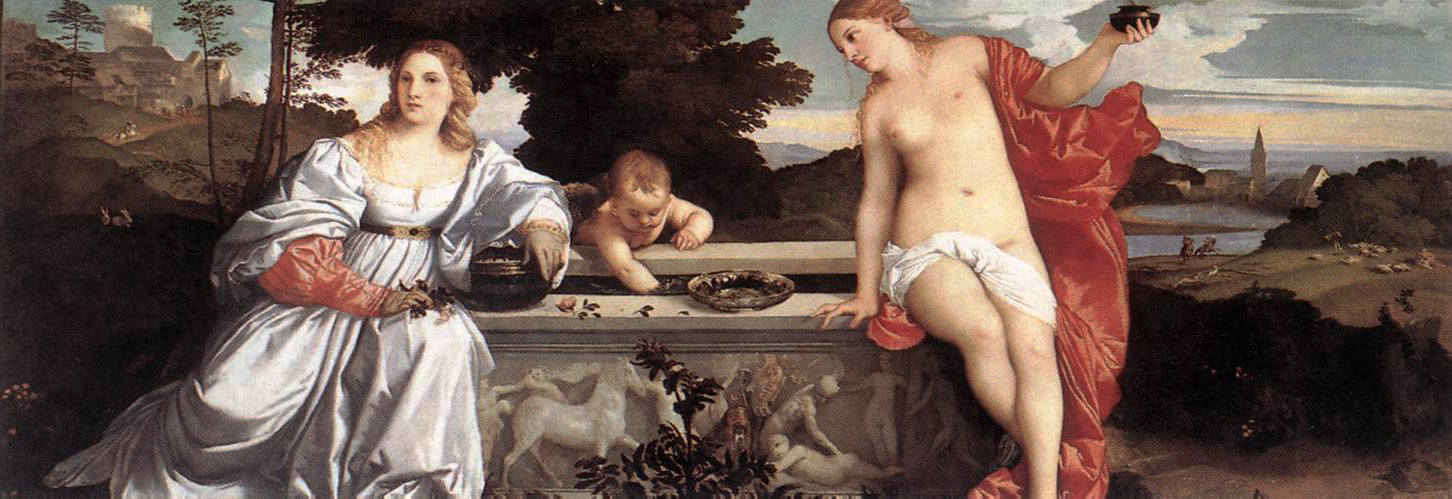
Heilige Liebe und profane Liebe (Tizian)

Man nimmt an, dass Bellinis Bild das Thema Heilige Liebe und Profane Liebe von Tizian in einer einzigen Figur darstellt: ein idealisiertes Porträt einer frischverheirateten Frau. Hier repräsentiert sie die verschiedenen Aufgaben einer Frau: sozial diktierte Demut und sexuelle Unterwürfigkeit. Anhand einer Werkstattkopie wird ersichtlich, dass der Vorhang ursprünglich tiefrot war, eine Farbe, die symbolisch für die Liebe ist und im Venedig des 16. Jahrhunderts für Brautkleider verwendet wurde.

## Bildbeschreibung
Der auf einer mit einem Teppich bedeckten Bank posierende Frauenkörper repräsentiert den wahrscheinlich ersten venezianischen Akt ohne biblische, mythologische oder moralische Motivation. Die Wand dicht hinter ihr rechts ist dunkelgrün, und durch eine Öffnung links kann der Betrachter die ferne Landschaft mit Wiesen, einer Stadt und einer alpinen Gebirgskette sehen. Auf der Brüstung steht eine hohe Glasschale mit Früchten. Sie hält einen Handspiegel, um ihren Hinterkopf in einem runden Wandspiegel zu sehen. Ihre Haare sind in einem mit Perlen gesäumten Tuch aus blaugrün gemusterter Brokatseide eingebunden, dessen Farbe von den Gewitterwolken über der Landschaft aufgenommen wird. Nur ledigen Frauen war es erlaubt, ihre Haare offen zu tragen; das „Haarnetz“, das ihre Haare umschließt, wird als symbolisiertes Joch der Ehe gedeutet. Der Betrachter kann im Wandspiegel leicht verschwommen die Perlenspange, mit der das Tuch am Haar fixiert wird, sowie einen Teil ihres erhobenen Armes sehen.
Das Spiel mit dem Spiegel ermöglichte es dem Künstler, die erotische und poetische Anziehungskraft der Szene zu steigern, indem er dem Betrachter einen ungestörten Blick auf eine entkleidete Frau gewährte, die selbst in ihrem eigenen Spiegelbild gefangen ist. Mit dem Spiegel in der rechten Hand führt sie die Bewegung einer Venus pudica (keuschen Venus) aus, wobei sie ihre Brüste teilweise bedeckt.

## Maltechnik
Eine Infrarotuntersuchung des Bildes im Jahr 1989 ergab, dass Bellini seine Komposition vollständig im Voraus ausgearbeitet und die Unterzeichnung als Mittel zur Aufzeichnung des Entwurfs auf der Gessogrundierung verwendet hatte. Die Untersuchung des Gemäldes Junge Frau bei der Toilette zeigt Bellinis innovative Verwendung einer strukturierten, farbigen Unterlackschicht. Passagen einer schwachen schwarzen Unterzeichnung wurden 2005 mittels eines Infrarotreflektogramms dann besser erkennbar. Die in der Unterzeichnung definierten Außenkonturen der Figur wurden beim Auftragen der Farbschichten beibehalten. Den unterzeichneten Falten des Umhangs wurden während des Malens noch zusätzliche Falten hinzugefügt. Statt schraffierten Schatten enthält die Unterzeichnung der Frau mehrere sorgfältig umrissene Details, wie den Vorhangschatten unter dem Ellbogen der Frau, die Linie ihres Schlüsselbeins und die Rundung ihrer Schulter, die erst mit der Farbe modelliert wurden.
Während viele von Bellinis Gemälden Fingerabdrücke auf der Oberfläche oder der Imprimitur haben, wurde im Röntgenbild deutlicher sichtbar, dass das Gemälde Junge Frau bei der Toilette eine punktierte Textur hat, die mit einem Pinsel in allen Bereichen außer der Figur gemacht wurde.